# Juanlu Gómez
Juan Luis Gómez López, más conocido como Juanlu, (Málaga, 18 de mayo de 1980) es un exfutbolista español. Se inició en el fútbol en la cantera del Málaga aunque sus primeros pasos a nivel amateur los dio en el CD Alhaurino y en el Macael.

## Trayectoria
Dio el salto al fútbol profesional con 22 años cuando recaló en las filas del Almería (2001-02). Después se marchó al Alicante (2003-04) donde cuajó una gran temporada que le valió para firmar con el Numancia, club con el que debutó en Primera División (2004-05).
Su buena campaña despertó el interés de varios equipos y finalmente fue el Betis quien pagó para hacerse con sus servicios. En su primer año (2005-06) en Heliópolis llegó a debutar en la Champions League aunque luego fue cedido al Albacete en Segunda División a mitad de temporada. El segundo año (2006-07) fue prestado a Osasuna toda la temporada donde hizo historia con los rojillos jugando por primera vez la Copa de la UEFA. Tuvieron que pasar una ronda previa ante el Trabzonspor turco. Empataron a dos en Turquía, con un gol suyo y otro de Valdo, y el empate a cero en la vuelta les clasificó para la fase final donde se quedaron a un paso de la final cayendo en semifinales ante el Sevilla. En su regreso al Betis vuelve a ser cedido esta vez al Córdoba (2007-08) en Segunda División. Y en su última temporada de verdiblanco (2008-09) vive una delicada situación en la que estuvo incluso apartado del equipo con Paco Chaparro.
Fue entonces cuando apareció el Levante y lo reclutó para el equipo comandado por Luis García (2009-10) que finalmente terminó ascendiendo esa temporada a Primera División. El malagueño fue clave esa temporada firmando un total de 10 goles, uno de ellos precisamente en el partido decisivo ante el Castellón donde los granotas consumaron su vuelta a la máxima categoría. Ya en Primera, Juanlu fue uno de los pilares que en la primera campaña (2010-11) terminaron salvando al equipo y en la segunda (2011-12) firmaron la mejor temporada de su historia llegando a ser líderes en solitario del fútbol español y clasificándose por primera vez para jugar competición europea. Precisamente Juanlu es protagonista directo en el liderato de los levantinistas ya que éste llega tras un gol suyo al Betis en el Villamarín (0-1) y se respalda con otros dos goles del andaluz en El Madrigal en la victoria del Levante por 1-3 al Villarreal.
Justo cuando atravesaba seguramente el mejor momento de su carrera sufrió una grave lesión en un partido de Copa del Rey frente al Deportivo de La Coruña. Salió desde el banquillo en la segunda parte, siendo lesionado por una dura entrada de Borja que le causó una fractura de peroné, que le tuvo apartado de los terrenos de juego tres meses y medio. Volvió en el tramo final de Liga para certificar el pasaporte a Europa en la última jornada ante el Athletic Club (3-0). 
Al año siguiente, la 2012-13 los azulgrana se arrancaron su aventura europea en Escocia donde se miden al Motherwell en la fase previa y otra vez Juanlu vuelve a aparecer para conseguir un tanto para la historia, el primero del Levante en competición europea. Los valencianos llegaron hasta cuartos de final de aquella Europa League donde cayeron frente al Rubin Kazan en la prórroga y en Liga pelearon hasta la última jornada por repetir su clasificación para competición europea. En ese tramo final de campeonato, Juanlu volvió a dejar su sello con el último gol que vio el mítico estadio de San Mamés en Primera División (0-1).
La polémica desatada por el caso 'Barkero' provocó su salida del Levante aquel verano de 2013. Fue entonces cuando el malagueño decidió cruzar nuestras fronteras y se enroló en el Kalloni griego que terminaba de ascender a la Super Liga de su país. Allí duró solo media temporada ya que los problemas de la entidad helena le llevaron a volver al Córdoba donde juega hasta junio consiguiendo un nuevo ascenso a Primera División tras clasificarse para el playoff como séptimo clasificado y eliminar al Murcia, en semifinales, y a Las Palmas en la final. Pero el conjunto de El Arcángel no quiso contar con él para su nuevo proyecto en la máxima categoría por lo que decidió rescindirle.
Tras un verano buscando un nuevo destino para continuar jugando al fútbol, decidió colgar las botas a sus 34 años desechando varias ofertas de equipos de Segunda División que no terminaron de convencerle. Ahora Juanlu se prepara para dar el salto a los banquillos. Ya ha terminado el Nivel 2 del curso de entrenador de la RFEF y el próximo mes de enero ya tendrá el título oficial.

## Clubes
Mármol Macael

| España            | Año    |           |
| ----------------- | ------ | --------- |
| U. D. Almería     | España | 2001-2004 |
| Alicante C. F.    | España | 2003-2004 |
| C. D. Numancia    | España | 2004-2005 |
| Real Betis        | España | 2005-2006 |
| Albacete Balompié | España | 2005-2006 |
| C. A. Osasuna     | España | 2006-2007 |
| Córdoba C. F.     | España | 2007-2008 |
| Real Betis        | España | 2008-2009 |
| Levante U. D.     | España | 2009-2013 |
| Kalloni F. C.     | Grecia | 2013-2014 |
| Córdoba C. F.     | España | 2014      |